# Лейпцигский этнологический музей
Лейпцигский этнологический музей или Лейпцигский этнографический музей (нем. Museum für Völkerkunde zu Leipzig) — крупное учреждение, занимающееся сбором, изучением, хранением и экспонированием предметов — памятников естественной истории, материальной и духовной культуры, а также просветительской и популяризаторской деятельностью, которое находится в городе Лейпциге в Германии. Известен также как Этнографический музей Грасси. Сегодня он является частью Музея Грасси, комплекса, который также включает Музей прикладного искусства и Музей музыкальных инструментов, базирующихся в большом здании на Йоханнисплац.
Один из трёх музеев в Саксонских государственных этнографических коллекциях, которые относятся к Государственным художественным собраниям Дрездена.

## История
Основой для Лейпцигского этнологического музея послужила культурно-историческая коллекция историка и библиотекаря Фридриха Густава Клемма, которая нашла постоянное место в недавно основанном музее в 1869 году, вскоре после смерти владельца (1867). Сначала она временно хранилась в бывших химических лабораториях в Лейпциге, в последующие десятилетия коллекция была расширена, и выставки организованные Ассоциацией музеев этнографии проводились в различных зданиях по всему городу.

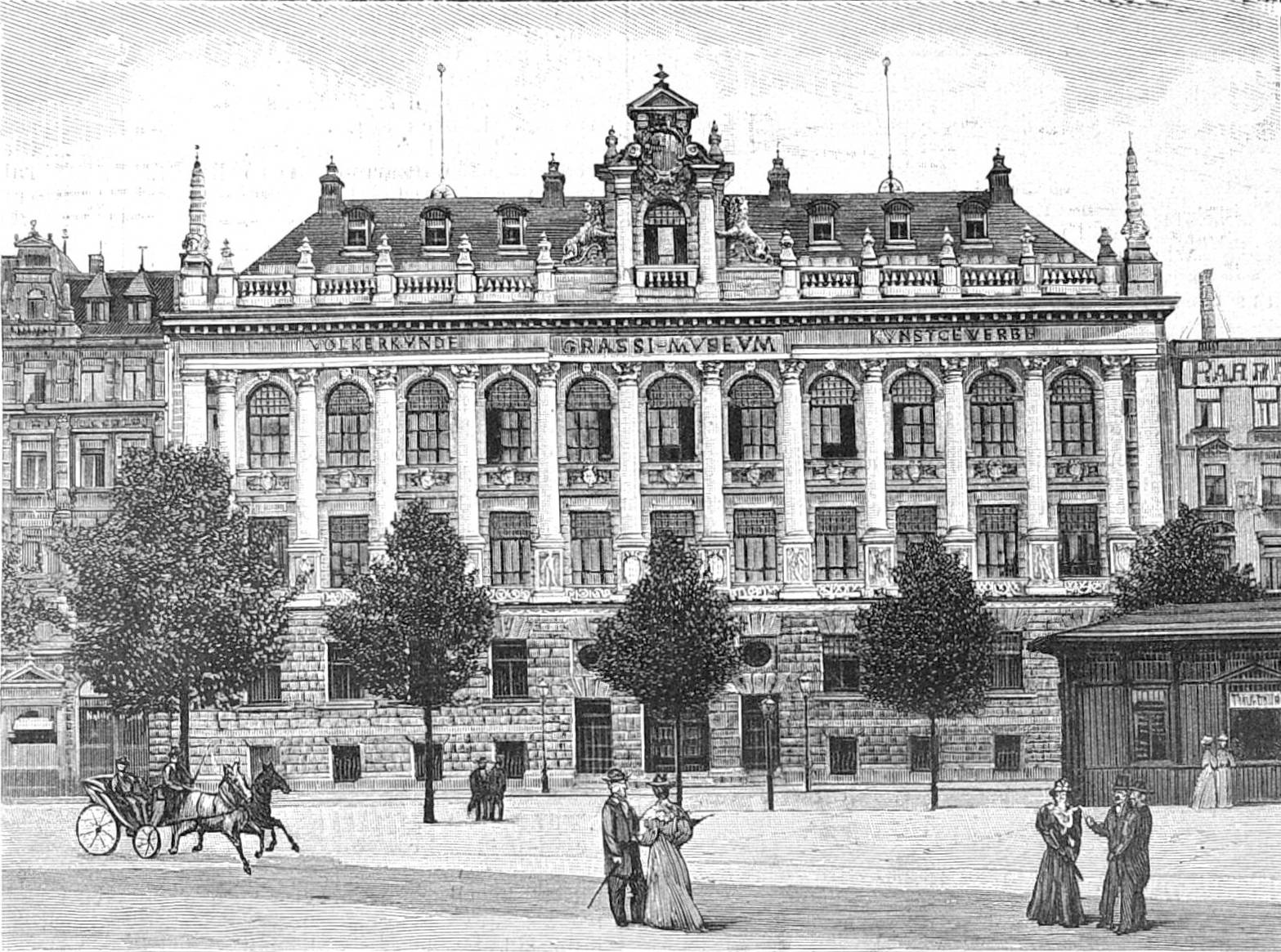
Лейпцигский этнологический музей в 1896 году

В 1895 году коллекция переехала в Старый музей Грасси на Кёнигсплац, построенный за три года специально для этой цели (ныне там находится муниципальная библиотека). Город Лейпциг взял музей под свой контроль в 1904 году, а в 1907 году его возглавил Иоганн Конрад Карл Вейле, стараниями которого число экспонатов увеличилось в разы. В 1929 году Музей переехал в новое здание на Йоханнисплац, строительство которого началось в 1925 году.
Музей закрылся в начале Второй мировой войны и здание сильно пострадало от бомбардировок, в результате которых были уничтожены десятки тысяч экспонатов. Восстановление началось в 1947 году, и первые постоянные экспозиции были вновь открыты в 1954 году.
С 1991 года музей находится в ведении Саксонского государственного министерства науки и искусства. Насчитывая более 200 тысяч экспонатов, музейная коллекция входит в число крупнейших этнографических коллекций Германии.
В 1994 году немецкая почтовая служба выпустила памятную марку в ознаменование 125-й годовщины музея.